# Oldřichov (district de Tábor)
Pour les articles homonymes, voir Oldřichov.
Oldřichov (en allemand : Ullershof) est une commune du district de Tábor, dans la région de Bohême-du-Sud, en République tchèque. Sa population s'élevait à 225 habitants en 2020.

## Géographie
Oldřichov se trouve à 5 km au nord-ouest de Mladá Vožice, à 18 km au nord-nord-est de Tábor, à 68 km au nord-nord-est de České Budějovice et à 62 km au sud-sud-est de Prague.
La commune est limitée par Neustupov et Slapsko au nord, par Mladá Vožice à l'est, par Zhoř u Mladé Vožice et Nová Ves u Mladé Vožice au sud, et par Miličín à l'ouest.

## Histoire
La première mention écrite du village date de 1352.

## Galerie

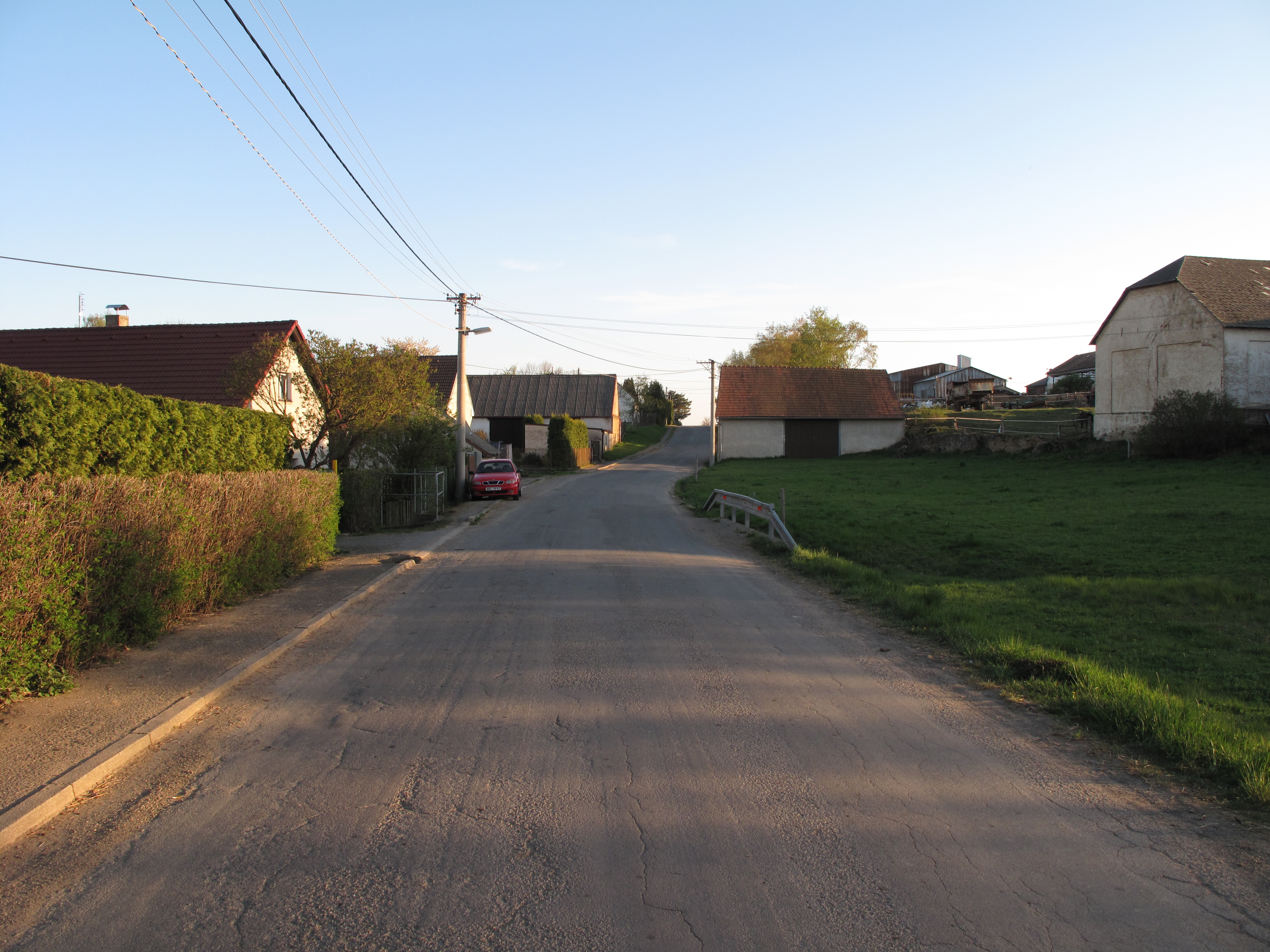
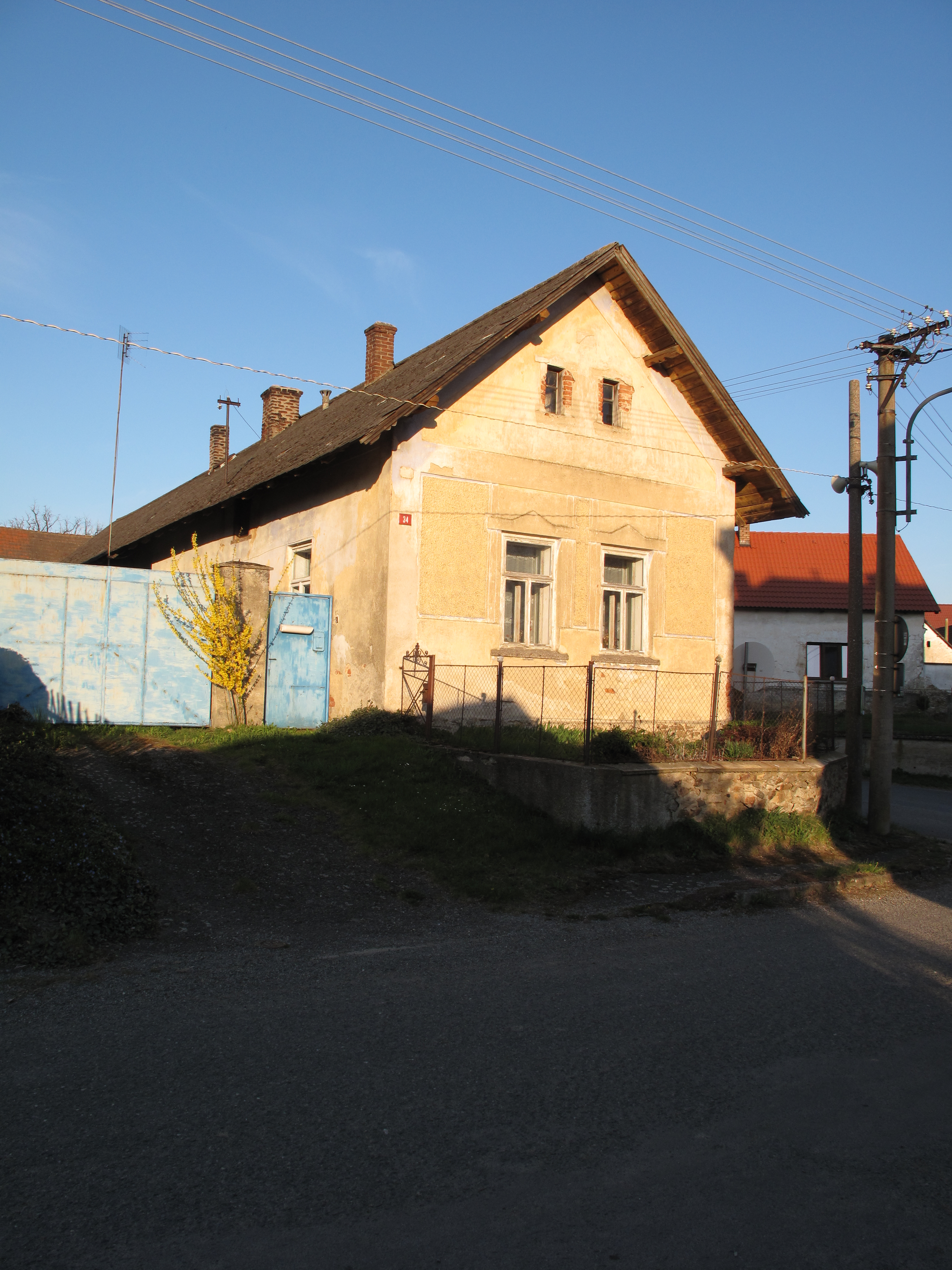
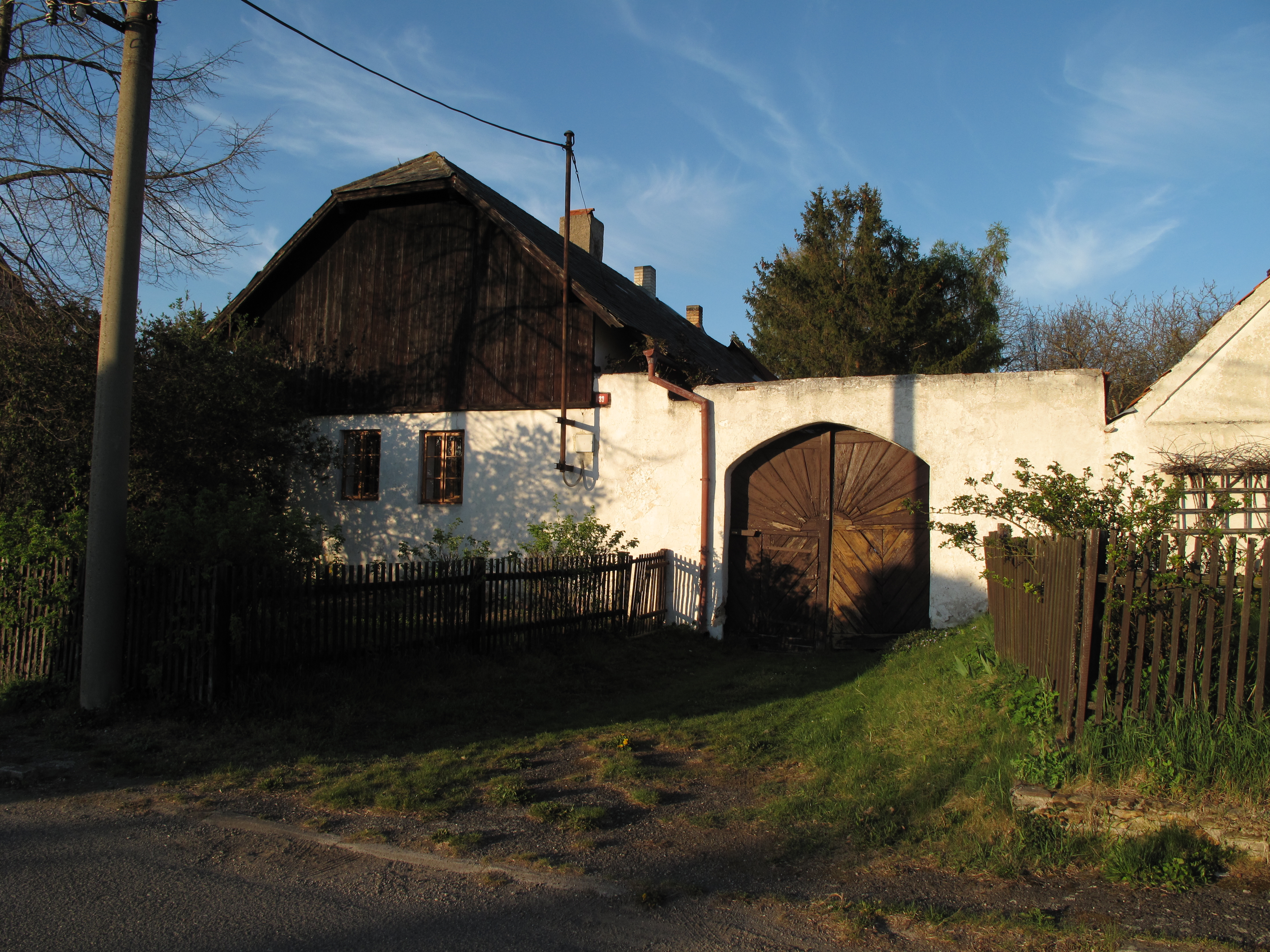
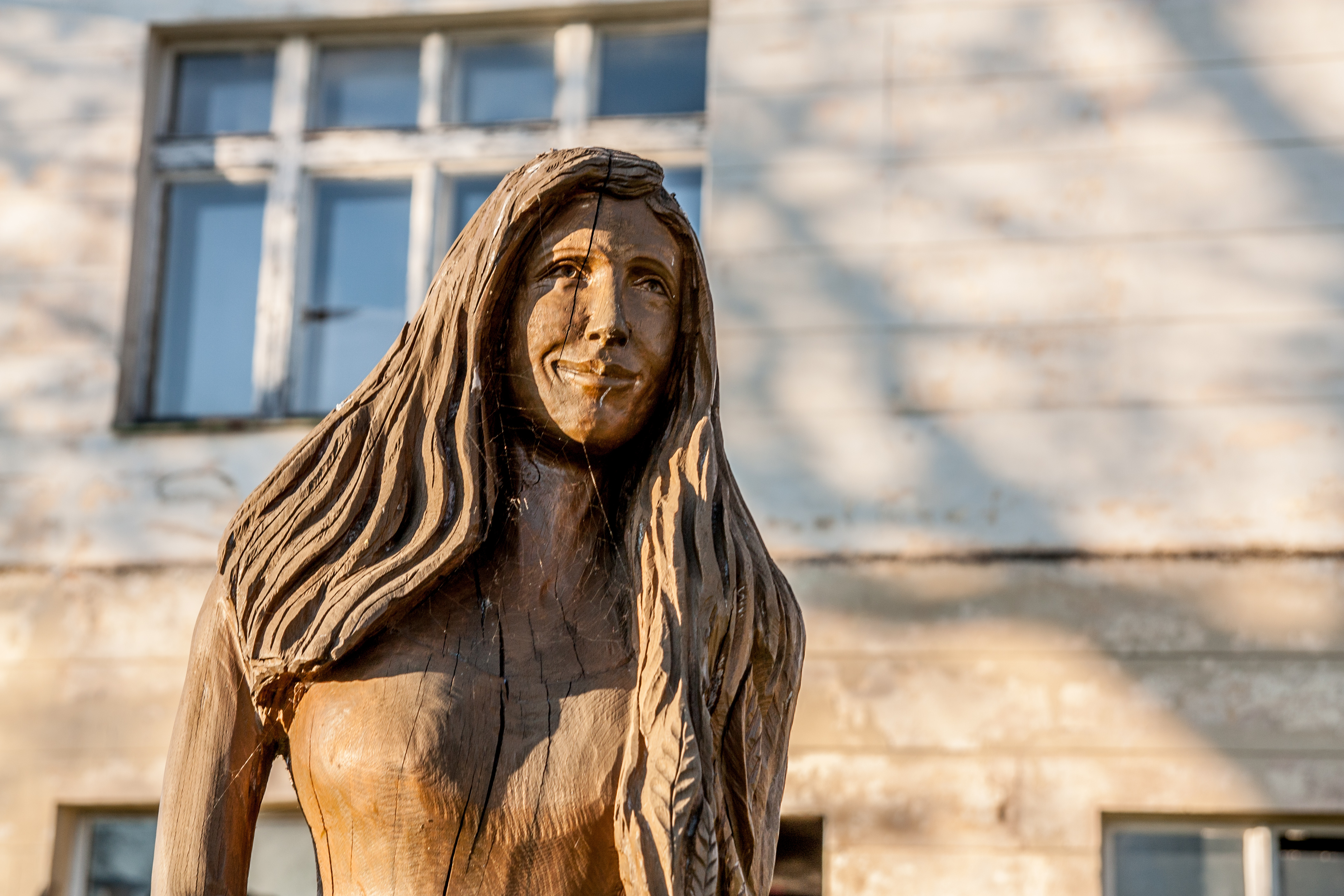